# قلعة الأشرم (شرس)

تعديل مصدري - تعديل

قلعة الاشرم هي إحدى قرى عزلة بيت قدم بمديرية شرس التابعة لمحافظة حجة، بلغ تعداد سكانها 157 نسمة حسب تعداد اليمن لعام 2004.